# Bojan Banjac
Bojan Banjac, né le 24 octobre 1971, est un footballeur professionnel serbe.

## Biographie
Bojan Banjac évolue au poste de milieu. 

## Carrière
- 1990-1996 : FK Zemun ( Serbie)
- 1996-1997 : Lille OSC ( France) Ligue 1 23 matchs, 1 but
- 1997-1998 : Lille OSC ( France) Ligue 2 15 matchs, 0 but